# Dasylirion glaucophyllum
Dasylirion glaucophyllum ist eine Pflanzenart der Gattung Dasylirion in der Familie der Spargelgewächse (Asparagaceae). Englische Trivialname sind „Glaucous-Leaved Dasylirion“, „Hidalgo Sotol“ und „Desert Spoon“.

## Beschreibung
Dasylirion glaucophyllum  bildet einen robusten Stamm von 30 bis 50 cm Höhe. Die variablen, unregelmäßig angeordneten, wachsartigen, bläulichen Laubblätter sind 50 bis 100 cm lang und 5 bis 10 mm breit. Die gelben Randdornen sind unregelmäßig nach oben gerichtet.
Der dichte, rispige und holzige Blütenstand wird 1 bis 2 m hoch. Die zahlreichen Blüten sind grün bis weißfarben.
Die elliptischen Kapselfrüchte enthalten einen Samen und sind 7 bis 9 mm lang und 4 bis 5 mm breit. Die dreikantigen braunen Samen sind 3 bis 4 mm lang und 2 mm breit.
Die Blühperiode reicht von Juni bis Juli.

## Verbreitung und Systematik
Dasylirion glaucophyllum ist in Mexiko in Hidalgo in Höhenlagen von 1900 bis 3000 m verbreitet. Die Art wächst an steinigen Hängen, vergesellschaftet mit Yucca filifera, Agave-Arten und Calibanus-Arten.
Die Erstbeschreibung erfolgte 1858 durch William Jackson Hooker. Synonym ist Dasylirion glaucum Carrière.
Das seltene Dasylirion glaucophyllum ist ein Mitglied der Sektion Glaucophyllum. Es ist in Ost-Zentral Mexiko geografisch isoliert. Charakteristisch ist der robuste kurze Stamm mit den typischen wachsartigen, bläulichen Blättern. Die Art ist nahe verwandt mit Dasylirion wheeleri jedoch sind die Blätter insgesamt schmaler. Dasylirion glaucophyllum wird in Europa in mediterranen Regionen kultiviert.

## Nachweise